# Communauté de communes du Terroir de la truffe
La communauté de communes du Terroir de la truffe est une ancienne communauté de communes française située dans le département de la Dordogne, en région Aquitaine.
Elle faisait partie du Pays du Grand Bergeracois.

## Historique
La communauté de communes du Terroir de la truffe a été créée avec quatre communes le 28 décembre 2001 pour une prise d'effet au 1er janvier 2002. Le 1er juin 2010, la commune de Limeuil y adhère à son tour.
Par arrêté no 121281 du 21 novembre 2012, un projet de fusion est envisagé entre la communauté de communes du Terroir de la truffe et celle du Pays vernois. La nouvelle entité prend effet le 1er janvier 2014 et porte le nom de communauté de communes du Pays vernois et du terroir de la truffe.

## Composition
De 2010 à 2013, la communauté de communes du Terroir de la truffe regroupait cinq des sept communes du canton de Sainte-Alvère (seules manquaient Pezuls et Sainte-Foy-de-Longas) :
1. Limeuil
2. Paunat
3. Sainte-Alvère
4. Saint-Laurent-des-Bâtons
5. Trémolat

## Administration
| Période                                  | Période       | Identité        | Étiquette | Qualité                |
| ---------------------------------------- | ------------- | --------------- | --------- | ---------------------- |
| février 2002                             | décembre 2013 | Philippe Ducène | UMP       | Maire de Sainte-Alvère |
| Les données manquantes sont à compléter. |               |                 |           |                        |

## Compétences
- Activités périscolaires
- Activités sportives
- Assainissement non collectif
- Collecte des déchets des ménages et déchets assimilés
- Environnement
- Plans locaux d'urbanisme
- Programme local de l'habitat
- Tourisme
- Voirie
- Zones d'activités industrielle, commerciale, tertiaire, artisanale ou touristique
- Zones d'aménagement concerté (ZAC)

### Sources
- Le SPLAF (Site sur la Population et les Limites Administratives de la France)
- La base ASPIC de la Dordogne - (Accès des Services Publics aux Informations sur les Collectivités)